# Sint-Niklaaskerk (Eupen)

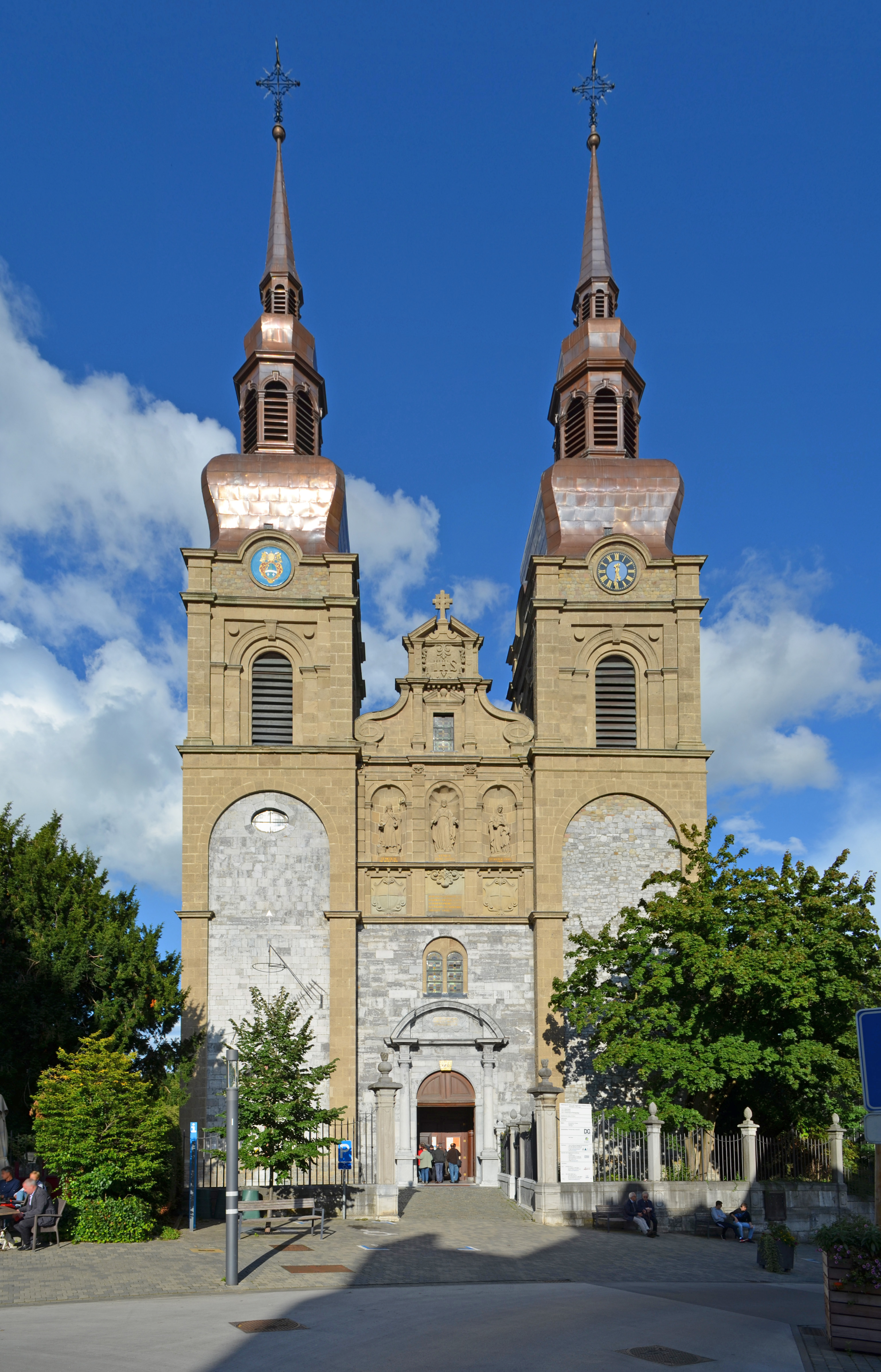
Sint-Niklaaskerk

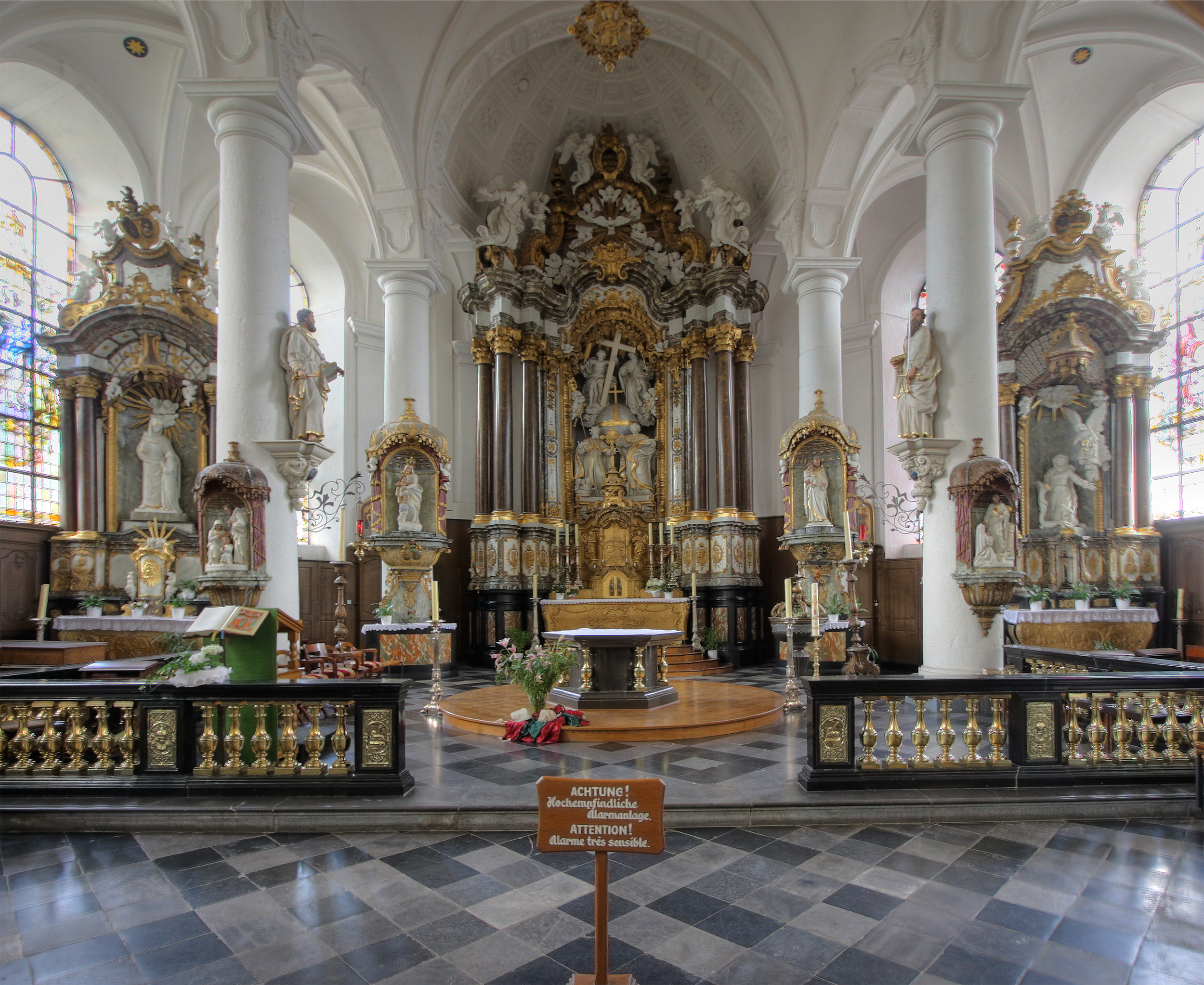
Hoofd- en zijaltaren

De Sint-Niklaaskerk (Duits: Sankt Nikolauskirche) is de katholieke hoofdkerk van de Belgische stad Eupen, gelegen aan de Kirchgasse in de bovenstad (Oberstadt).

## Geschiedenis
In 1213 werd in de Annales Rodenses een aan Sint-Nikolaas gewijde kapel te Eupen vermeld, die ondergeschikt was aan de parochie van Baelen. In de 14e of 15e eeuw kwam er een gotische kerk en in 1695 werd Eupen een zelfstandige parochie. In 1707 kwam een pastorie tot stand.
De huidige kerk werd gebouwd van 1720-1726 naar ontwerp van Laurenz Mefferdatis. Het bouwwerk is in renaissancestijl ontworpen. Met zijn voorgevel met de dubbeltorens is het een kenmerkend bouwwerk voor de stad. De voorgevel werd door Lambert von Fisenne in begin 20e eeuw nog aanzienlijk gewijzigd. De zuidelijke toren bevat nog restanten van de 13e-eeuwse voorganger, en de noordelijke toren werd door Mefferdatis toegevoegd. De wijziging door Von Fisenne behelst onder meer de galmgaten, waarbij de klokken door de bekende fabrikantenfamilies als Grand Ry en Hüffer werden geschonken. De ronde nis boven de klokkenverdieping bevat in de rechtertoren een uurwerk en in de linkertoren het wapen van Paus Leo XIII. De torens worden gedekt door uitvormige helmdaken, onderbroken door kleine achtkante tussentorentjes.
In de voorgevel bevinden zich drie nissen met daarin de beelden van respectievelijk Sint-Nicolaas, Jezus Christus, en Sint-Anna. Deze beelden werden in 1897 in het atelier van Wilhelm Pohl vervaardigd.

## Interieur
De kerk is driebeukig en heeft een zevenzijdig afgesloten koor. Van belang is het hoofdaltaar in barokstijl, dat van 1740-1744 werd gebouwd naar ontwerp van Johann Joseph Couven. Het werd door de spinners en wevers van Eupen gesticht. Het omvat onder meer een tabernakel met daarboven de beelden van Sint-Niklaas en Sint-Lambertus. Daarboven wordt de Drievuldigheid afgebeeld. Naast het hoofdaltaar bevinden zich twee nissen, voor Onze-Lieve-Vrouw respectievelijk Sint-Jozef. De Maria-nis is van 1865 en werd door de familie Grand Ry geschonken en wapenschilden van deze familie zijn er op te vinden. De Jozef-nis is eveneens 19e-eeuws en bevat de wapenschilden van lakenfabrikant en burgemeester Walter Mostert en diens vrouw.
De zijaltaren zijn aan Maria respectievelijk Sint-Anna gewijd. Ze zijn van 1770 en vervaardigd in de stijl van Couven.
De preekstoel is van 1730 en een van de oudste meubelen van deze kerk, uitgevoerd in régencestijl.
Van de overige bezittingen van de kerk kunnen worden genoemd een aantal in hout uitgevoerde beelden van de Apostelen en de Evangelisten, van omstreeks 1640 en afkomstig van de Minderbroederskerk te Keulen.
De kerk bezit een Robustelly-orgel van 1764. Dit werd gemoderniseerd in 1966 waarbij de technische delen van het oude orgel door de firma Verschueren werden vervangen door moderner materiaal. Met de oude delen van dit en andere orgels bouwde Verschueren een nieuw orgel dat zich bevindt in de Caroluskapel te Roermond.